# Hiato inflacionário

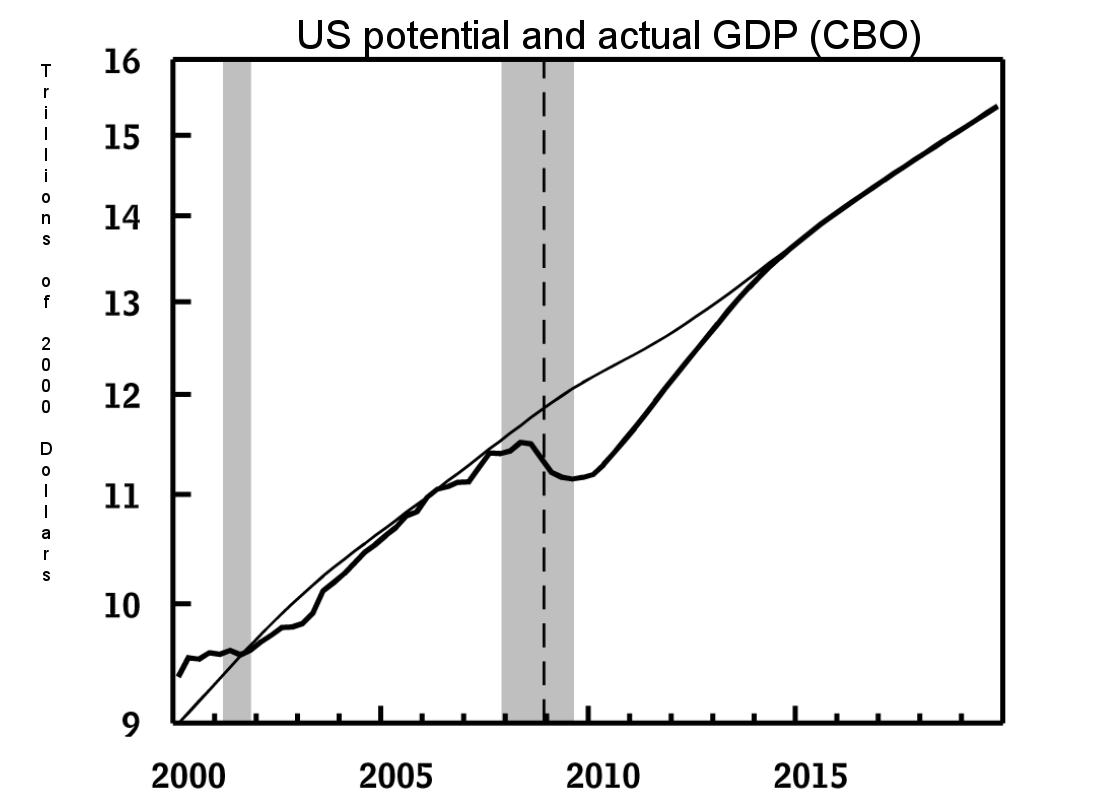
Estimativas do PIB potencial (cinzento) e PIB verificado (em negrito) do Gabinete de Orçamento do Congresso.

Um hiato inflacionista, em economia, é o montante pelo qual o produto interno bruto efectivo excede o PIB potencial de pleno emprego . É um dos tipos de hiato do produto, sendo o outro um hiato recessivo.

## Visão geral
O conceito de hiato inflacionista foi apresentado pela primeira vez por  John Maynard Keynes na sua obra Como  Pagar  a Guerra? (1940). Este método foi basicamente utilizado para estudar e resolver problemas referentes ao financiamento da guerra. Keynes começou a análise do hiato inflacionista a partir do nível de equilíbrio do pleno emprego, enquanto as suas outras análises são baseadas no equilíbrio em situação de desemprego.

## O Mecanismo
Seja YF o produto de pleno emprego e Y o produto efectivo que a economia está actualmente produzindo. Se a diferença YF - Y é negativa, o rendimento nacional efectivo excede o rendimento nacional potencial, o que é conhecido como o hiato  inflacionista.
Quando esta diferença é positiva  é designada por hiato recessivo.
O hiato inflacionista é sempre um fenómeno ex-ante, espera-se sempre que ocorra no futuro. Surge quando  despesa esperada não é igual ao consumo esperado num  momento futuro.
Keynes define-a como o excesso de procura (ou demanda) no mercado de consumo de bens e serviços.
Ele definiu um hiato inflacionista como um excesso de despesa planeada sobre o produto disponível a preços de pré-inflação ou preços de base. Dada uma propensão média para poupar, a subida de rendimentos monetários de pleno emprego levaria a um excesso de procura (demanda) sobre a oferta, de que resultaria o hiato inflacionista.  Assim, Keynes usou o conceito de hiato inflacionista para mostrar os principais determinantes que causam um aumento inflacionista de preços.
Quando um aumento inicial na procura (demanda) agregada produz inflação (a chamada inflação por excesso de procura)  e o PIB efectivo aumenta, o nível de preços e o PIB verificado são determinados no ponto onde a nova procura (demanda) agregada e a oferta agregada de curto prazo se encontram. Este ponto é conhecido como equilíbrio acima de  pleno emprego, uma vez que a oferta agregada de curto prazo está acima da oferta agregada a longo prazo , isto é, acima da oferta agregada de pleno emprego. O hiato ou lacuna criada entre o PIB verificado e o PIB potencial deve-se à inflação e esta é uma das razões por que este tipo de falha é chamado  um hiato inflacionista.
Obviamente, esta situação não pode durar para sempre, porque a mão de obra existente se revela escassa. A escassez de mão de obra produz o aumento de salários, o que faz a oferta agregada de curto prazo diminuir, até atingir o nível de pleno emprego.  A redução da oferta agregada de curto prazo exerce uma pressão de subida do nível de preços, conseqüentemente causando inflação. Quando se cria a diferença entre o PIB efectivo e o PIB potencial surge o sinal  de inflação futura. Essa é outra razão para este tipo de lacuna ser designado por  hiato inflacionista.

## Causas, Efeitos e Soluções
Considera-se que a principal causa do hiato   são as políticas monetárias expansionistas praticadas pelo governo.  Um hiato inflacionista é um sinal de que a economia está na parte alta do ciclo de vendas, os recursos estão a ser utilizados acima da capacidade disponível, as fábricas estão operando em situação de aumento de custos médios; os salários aumentam, devido a utilização de trabalho para além do horário normal com pagamento de horas extraordinárias. Um caso em que o hiato pode surgir é quando a despesa do consumidor ou investidor  é muito elevada, quando a demanda externa aumenta ou quando as despesas do governo sobem. De acordo com alguns economistas, essa situação aconteceu nos Estados Unidos em 1999-2000 e 2006-2007, quando a taxa de desemprego esteve abaixo de 5%. Os salários aumentam como consequência do aumento da procura agregada, o que por sua vez aumenta os custos nas empresas. Isto leva a um aumento dos preços (inflação) e os  preços mais altos reduzem  o poder de compra dos consumidores, causando queda da procura agregada e anulação do hiato do produto. Quando o hiato é finalmente eliminado, o equilíbrio é alcançado, com o PIB efectivo igual ao PIB potencial, mas a um  mais elevado nível de preços. Os economistas alertam que isso não é um mecanismo automático. A acção do governo na forma de políticas orçamentais e políticas monetárias é necessária para anular o hiato. A política monetária pode ser usada para contrair a oferta de moeda na economia através do aumento das taxas de juro, o que faz diminuir o poder de compra, resultando em queda na procura ou demanda. Keynes, no entanto, não foi a favor de métodos monetários. Ele sugeriu um método de tributação progressiva, onde a arrecadação de impostos seria poupada e utilizada quando o equilíbrio fosse alcançado na economia, o que ele designou por 'poupança forçada' Outro método é a redução de pagamentos de transferências e subsídios, reduzindo assim o consumo.

## Críticas
Friedman criticou o hiato inflacionista Keynesiano alegando que  essa análise  pode ser usada apenas em circunstâncias especiais, como a guerra. Ele afirmou que essa análise não melhorou muito o nosso conhecimento sobre ciclos económicos.
Bert Hansen criticou Keynes por limitar a sua análise do hiato apenas para o mercado de bens, deixando de fora o mercado dos factores de produção. Segundo ele o hiato é causado pelo excesso de procura (demanda) nos mercados,  tanto dos bens como dos fatores de produção. Outra fraqueza deste modelo é a sua natureza estática, o que foi criticado por Milton Friedman, Eric Lundberg e outros economistas. O próprio Keynes  reconheceu este inconveniente, e introduziu defasagens relativas a receitas e gastos de rendimentos (rendas). T. Koopmans introduziu a ideia da velocidade de inflação, afirmando que o hiato inflacionista se reduz à medida que a velocidade de inflação cai. Outro ponto fraco da teoria é que está preocupada apenas com conceitos de fluxos, tal como o rendimento, a despesa, o consumo e a poupança. No entanto, o aumento de preços afecta não só os actuais bens, como também o estoque de produtos já fora do mercado. Este ponto é ignorado na teoria.